# Partito Socialista Democratico Italiano
Die Partito Socialista Democratico Italiano (PSDI; Sozialistisch-Demokratische Partei Italiens) war eine sozialdemokratische Partei in Italien, die von 1947 bis 1998 bestand (bis 1952 unter dem Namen Partito Socialista dei Lavoratori Italiani, PSLI, Sozialistische Partei der italienischen Arbeiter). Sie entstand als Abspaltung von der Partito Socialista Italiano, weil sie deren Zusammenarbeit mit den Kommunisten ablehnte. Ihr Gründer und langjähriger Anführer war Giuseppe Saragat, der 1964–1971 italienischer Staatspräsident war. Mit Stimmenanteilen zwischen 3 und 6 Prozent war sie eine der kleineren Parteien des „laizistischen“ Bereichs in der politischen Landschaft der „Ersten Republik“, beteiligte sich aber oft an Regierungskoalitionen mit den Christdemokraten. Infolge des Korruptionsskandals Tangentopoli verschwand die PSDI nach 1992 in der Bedeutungslosigkeit.
Als Nachfolgepartei wurde 2004 die PSDI–Socialdemocrazia gegründet. Mit nur 0,2 % der Stimmen bei den Parlamentswahlen 2006 spielt sie heute jedoch keine bedeutende Rolle mehr und ist nicht zu verwechseln mit den Socialisti Democratici Italiani (SDI). Wie diese war sie bis 2008 ein Bestandteil des Mitte-links-Bündnisses L’Unione um Romano Prodi, schloss sich aber nach dessen Auflösung der Unione di Centro (UdC) an.

## Die Vorläufer: PSLI und PSU 1947–1952

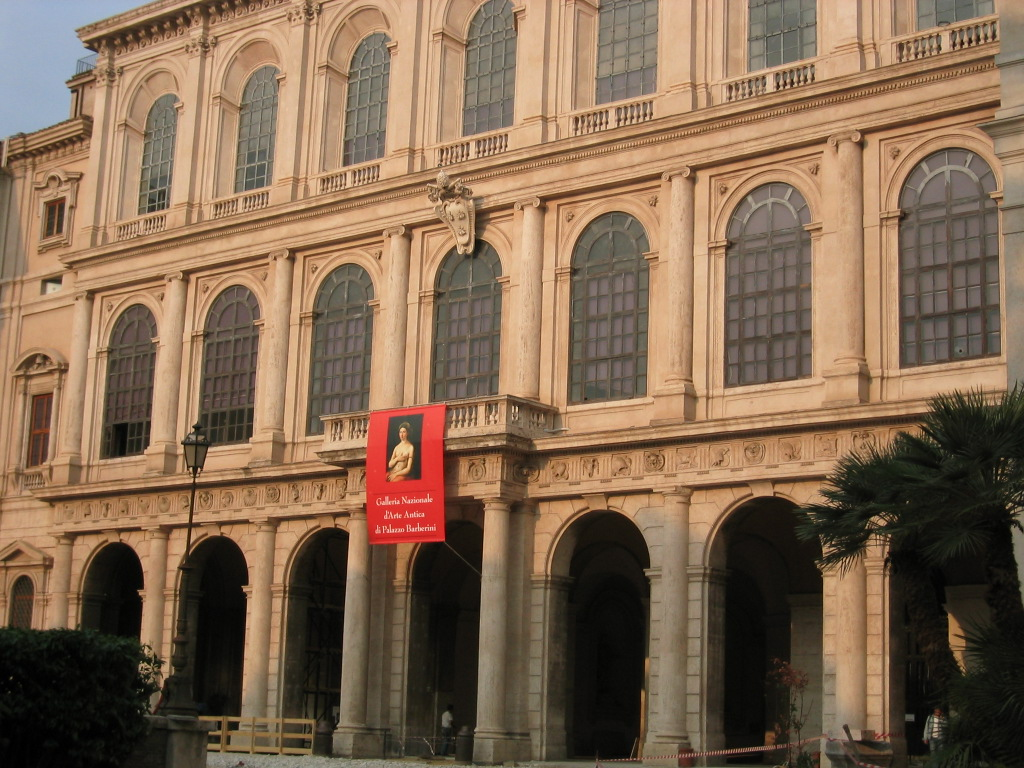
Palazzo Barberini, historischer Ort der Abspaltung der so genannten Piselli von ihrer sozialistischen Stammpartei

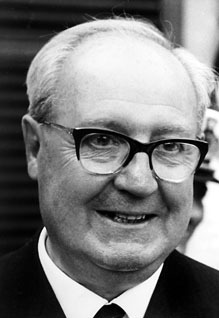
Giuseppe Saragat, Gründer der PSLI, langjähriger Parteisekretär der PSDI, zeitweise Außenminister und späterer Staatspräsident Italiens

Nach einer historischen Versammlung am 18. Januar 1947 im Palazzo Barberini in Rom spaltete sich der reformistische „rechte“ Flügel um Giuseppe Saragat von der Sozialistischen Partei Italiens (bis dahin PSIUP, danach PSI) ab, da er die von PSI-Anführer Pietro Nenni angestrebte enge Zusammenarbeit mit den Kommunisten ablehnte. Saragats Flügel bildete daraufhin die Partito Socialista dei Lavoratori Italiani (PSLI). Dies kostete die Stammpartei die Hälfte ihrer Parlamentsabgeordneten. 
Der christdemokratische Ministerpräsident Alcide De Gasperi, dem die US-Regierung großzügige Hilfen angeboten hatte, kündigte Ende Mai 1947 seine Regierungskoalition mit Sozialisten und Kommunisten auf. Stattdessen bildete er eine neue Regierung, die sich neben seiner Democrazia Cristiana auf die PSLI sowie die kleinen liberalen Parteien PLI und PRI stützte. Ab Dezember 1947 war die PSLI auch mit Ministerposten am Kabinettstisch vertreten. Zur Parlamentswahl am 18. April 1948 vereinte sich die PSLI mit weiteren antikommunistischen PSI-Parteiabspaltungen zum Wahlbündnis Unità Socialista, das sich gegen die Volksfront aus PSI und PCI stellte und 7,1 % der Stimmen erhielt. Obwohl die Christdemokraten bei dieser stark polarisierten und sowohl von den USA als auch von der Sowjetunion beeinflussten Wahl eine absolute Mehrheit gewannen, beteiligte De Gasperi anschließend weiterhin PSLI, PLI und PRI als Koalitionspartner an seiner Regierung.
Zwischen 1948 und 1950 war die neue Partei jedoch einer Reihe innerer Zerwürfnisse ausgesetzt, die zu zahlreichen Parteiaustritten führte und im Dezember 1949 die Bildung der rivalisierenden Partito Socialista Unitario (PSU) unter Giuseppe Romita zur Folge hatte. Aufgrund des zunehmenden Mitgliederschwundes (um 1950 zählte die Partei nur noch knapp 50.000 Mitglieder) drohte die PSLI in der Bedeutungslosigkeit zu versinken. Ihre Anhänger wurden – vor allem von den sich erfolgreich reorganisierenden linken Gegnern – in Anlehnung an das Parteikürzel als piselli (dt.: „Erbsen“) verhöhnt. Erst die Einleitung eines Vereinigungsprozesses von PSLI und PSU sicherte den gemäßigten Sozialdemokraten die Existenz: Am 1. Mai 1951 schlossen sich die beiden Parteien zur Partito Socialista – Sezione Italiana dell'Internazionale Socialista (PS-SIIS) zusammen, die auf dem VII. Parteikongress am 7. Januar 1952 die endgültige Bezeichnung Partito Socialista Democratico Italiano (PSDI) annahm und Saragat zu ihrem Parteivorsitzenden (Segretario) wählte.

## Von denPisellizurPentapartito: Die Rolle der Partei in der Ersten Republik
Die PSDI war im Juni 1957 eines der acht Gründungsmitglieder des Verbindungsbüros der sozialistischen Parteien in der Europäischen Gemeinschaft, aus dem später die Sozialdemokratische Partei Europas (SPE) hervorging. Über lange Jahre konnte sich die Partei als zweitstärkste Kraft in den von der Democrazia Cristiana geführten Koalitionsregierungen der politischen Mitte (aus DC, PSDI, PRI und PLI) behaupten. Namentlich ihre große Leitfigur Giuseppe Saragat, der mehrmals das Amt des stellvertretenden Ministerpräsidenten innehatte und 1964–1971 italienischer Staatspräsident war, sorgte für einen kontinuierlichen Einfluss der Partei auf die italienische Regierungspolitik – nicht zuletzt auch mit Hilfe der sozialdemokratisch geprägten Gewerkschaft UIL (Unione Italiana del Lavoro).
Zu Beginn der 1960er-Jahre spielte die PSDI eine wichtige Mittlerrolle bei der Annäherung von Christdemokraten und Sozialisten und ermöglichte den Eintritt der PSI in die Mitte-links-Regierung von Aldo Moro am 4. Dezember 1963. In der Folge kam es am 30. Oktober 1966 zur Wiedervereinigung der PSDI, die ihr Wahlergebnis 1963 von 4,5 % auf über 6 % hatte verbessern können, mit der sozialistischen Mutterpartei zur Partito Socialista Unificato. Da sich der Zusammenschluss bei den Wahlen 1968 jedoch nicht auszahlte (15 % gegenüber zusammen 20–21 % im Jahr 1963), trennten sich die Wege der beiden Parteien erneut ab dem 5. Juli 1969. Nach dieser Trennung trug die Partei vorübergehend die Bezeichnung Partito Socialista Unitario, bevor sie im Februar 1971 ihren vorherigen Namen (PSDI) wieder annahm. Der einstige Parteisekretär Mario Tanassi war von 1970 bis 1974 Verteidigungsminister. In dieser Rolle war er in den italienischen Lockheed-Skandal verwickelt und wurde 1979 zu einer Gefängnisstrafe verurteilt.
Nach dem Erstarken der Kommunisten zur führenden linken Volkspartei (mit über 30 %) und der Wahl Bettino Craxis zum Vorsitzenden der Sozialisten kam es Mitte der 1970er-Jahre zu einer neuerlichen Annäherung der PSI an die Regierungsparteien. Erstmals im Juni 1981 formierte sich so mit der ersten Regierung Giovanni Spadolinis eine Fünf-Parteien-Koalition (die so genannte Pentapartito), wodurch die PSDI im Laufe von sieben Regierungen dieser Konstellation bis 1991 an Einfluss und Bedeutung verlor. Pietro Longo, der die Partei von 1978 bis 1985 führte, war ein Mitglied der Geheimorganisation Propaganda Due, wie 1981 aufgedeckt wurde. Dem Politikwissenschaftler Helmut Drüke zufolge hatte die PSDI mit den sozialdemokratischen Parteien in Europa nur den Namen gemeinsam, aufgrund ihrer fast ständigen Koalition mit den Christdemokraten verortete er sie eher auf der rechten Seite des Parteienspektrums.

## Der Zerfall 1989–1998
Erste Auflösungserscheinungen zeigten sich im Jahr 1989 in der Bildung der Parteiströmung Unità e Democrazia Socialista („Sozialistische Einheit und Demokratie“) durch Pietro Longo und Pier Luigi Romita. Sie sollte den Anschluss der Partei an eine von Craxi geführte Einheitspartei vorbereiten, die sich an den sozialdemokratischen Schwesterparteien in Europa orientieren und auch die reformistischen Gruppen der zur PDS gewandelten Kommunisten aufnehmen sollte. Diese Bestrebung scheiterte jedoch und endete mit dem Aufgehen dieser Strömung in der PSI im Oktober 1989.
Den entscheidenden Todesstoß versetzte der Partei die Verwicklung einiger ihrer ranghöchsten Vertreter in den Bestechungsskandal Tangentopoli der frühen 1990er-Jahre. Im Frühsommer 1992 wurden sowohl ihr ehemaliger Vorsitzender Pietro Longo, als auch der führende römische Lokalpolitiker Lamberto Mancini von der Polizei bei der Annahme hoher Schmiergelder überführt und verhaftet. Dies schadete der PSDI nachhaltig: Ihr gingen als einer der ersten Parteien die Wähler abhanden, und im Rahmen des durch den Skandal erschütterten gesamten Parteiensystems am Ende der Ersten Republik fiel der Parteiapparat einem schier unüberschaubaren Zerfallsprozess anheim. Im Vorfeld der Parlamentswahlen von 1994 – dem Beginn der „Zweiten Republik“ – zerstreuten sich die verschiedenen Gruppierungen der Partei in sämtliche politische Lager: Ein Großteil der nicht mehr als eigenständige Liste kandidierenden PSDI schloss sich mit dem vorletzten Parteivorsitzenden Enrico Ferri der Craxi-nahen Socialdemocrazia per le Libertà an, welche später (ab 1995) im rechten Lager um Silvio Berlusconi aufging; ein weiterer Teil entschied sich für die zentristische Option des Patto per l’Italia um Giuliano Amato, darunter auch der letzte Parteivorsitzende Gian Franco Schietroma; und der kleinste Teil schloss sich der linken Alleanza dei Progressisti an.
Aufgrund ihrer Unterstützung für die Mitte-rechts-Regierung Berlusconis wurde die PSDI im Juni 1994 aus der Sozialdemokratischen Partei Europas ausgeschlossen. Bei der Europawahl 1994 konnte die Partei mit 0,7 % der Stimmen gerade noch einen Vertreter, nämlich ihren Vorsitzenden Enrico Ferri, ins Europäische Parlament bringen. Er schloss sich der Fraktion Forza Europa an, die von Abgeordneten von Berlusconis Forza Italia dominiert wurde. Als Ferri bei der Provinzwahl in Massa-Carrara im Dezember 1994 mit dem rechten Lager kooperierte, löste er weitere Verwerfungen innerhalb der PSDI aus und verließ die Partei mit seiner Anhängerschaft im Januar 1995, nach seiner Ablösung durch Gian Franco Schietroma. Die in der Partei verbliebenen Gruppierungen zerfielen in den letzten Jahren bis 1998 weiter: Viele schlossen sich christdemokratischen Strömungen an, von denen die meisten 2002 in der Partei Democrazia è Libertà – La Margherita aufgingen (z. B. Franco Bruno, Italo Tanoni), während andere Berlusconis Forza Italia beitraten (u. a. Nicola Cosentino, Paolo Russo, Simona Vicari) und ein letzter Kern um Schietroma – zusammen mit drei anderen sozialdemokratischen Splitterparteien – die Grundlage für die Neugründung der Socialisti Democratici Italiani (SDI) am 10. Mai 1998 bildete.

## Die Neugründung 2004
Ende 2003 leitete eine von den SDI sich abspaltende Gruppierung um Giorgio Carta die Neugründung der PSDI unter ihrem historischen Namen ein. Sie wurde auf dem XXV. Parteitag in Rom vom 9.–11. Januar 2004 vollzogen, und Carta wurde zum Parteivorsitzenden gewählt. Am stärksten war die Partei in den süditalienischen Regionen Kalabrien und Basilicata vertreten, wo sie bei den Parlamentswahlen 2006 auch ihre besten Ergebnisse erzielen konnte (0,8 % in Kalabrien). Bei landesweit 0,2 % der Stimmen stellte sie mit Giorgio Carta aber lediglich einen Vertreter in der Abgeordnetenkammer und keinen im Senat. Im Regierungsbündnis Romano Prodis hatte sie keine nennenswerte Bedeutung.
Nach parteiinternen Streitigkeiten von November 2006 bis Juni 2007 wurde auf dem Parteikongress im Oktober 2007 Mimmo Magistro zum neuen Vorsitzenden bestimmt. Ein Anschluss der Partei an die Partito Socialista (PS), die seit Oktober 2007 als Fusion sozialliberaler und sozialdemokratischer Parteien Italiens entstanden ist, wurde in Erwägung gezogen, fand bei den Parteianhängern jedoch keine Mehrheit.
Im Hinblick auf die Parlamentswahlen 2008 konnte die PSDI (wie auch die PS) keine Einigung mit der Partito Democratico über ein Wahlbündnis erzielen und schloss sich daraufhin der Gründungsinitiative der zentristischen Sammlungspartei Unione di Centro an.

## Politische Sekretäre
- Giuseppe Saragat (1947–48)
- Alberto Simonini (1948)
- Ugo Guido Mondolfo (1949)
- Ludovico D'Aragona (1949)
- Giuseppe Saragat (1949–52)
- Ezio Vigorelli (1952)
- Giuseppe Romita (1952)
- Giuseppe Saragat (1952–54)
- Gian Matteo Matteotti (1954–57)
- Giuseppe Saragat (1957–64)
- Mario Tanassi (1964–66)
- Mario Tanassi, stellvertretender Vorsitzender der Parteienvereinigung PSI-PSDI Unificati bzw. Partito Socialista Unificato (1966–69)
- Mauro Ferri (1969–72)
- Mario Tanassi (1972)
- Flavio Orlandi (1972–75)
- Mario Tanassi (1975–76)
- Giuseppe Saragat (1976)
- Pier Luigi Romita (1976–78)
- Pietro Longo (1978–85)
- Franco Nicolazzi (1985–88)
- Antonio Cariglia (1988–92)
- Carlo Vizzini (1992–93)
- Enrico Ferri (1993–94)
- Gian Franco Schietroma (1994–98); danach Auflösung der historischen Partei
- Giorgio Carta (2004–2007)
- Mimmo Magistro (seit 2007)